# Becoming Karl Lagerfeld
Becoming Karl Lagerfeld är en fransk biografisk och historisk dramaserie från 2024 vars första säsong består av sex avsnitt. Serien hade världspremiär på filmfestivalen i Cannes i april 2024 och hade streamingpremiär den 7 juni 2024 på Disney+. Serien är skapad av Raphaëlle Bacqué.

## Handling
Serien kretsar kring den franska modeikonen Karl Lagerfeld, porträtterad av Daniel Brühl, när han försöker slå sig fram i 1970- och 80-talets modevärld i Paris.

## Rollista (i urval)
- Daniel Brühl – Karl Lagerfeld
- Théodore Pellerin – Jacques de Bascher
- Arnaud Valois – Yves Saint Laurent
- Alex Lutz – Pierre Bergé
- Agnès Jaoui – Gaby Aghion
- Sunnyi Melles – Marlene Dietrich
- Théodora Breux – Anita Briey
- Jeanne Damas – Paloma Picasso
- Claire Laffut – Loulou de la Falaise
- Paul Spera – Andy Warhol
- Carmen Giardina – Anna Piaggi
- Féodor Atkine – Antony de Bascher
- Caroline Archambault – Armelle de Bascher
- Geoffrey Carlassare – Karls Butler